# 一个马来西亚
一个马来西亚（中文簡稱一馬）是马来西亚首相納吉于2009年所倡导的政治理念。

## 概念
根据政府所发表的谈话，一个马来西亚强调国家团结、种族和谐以及提升政府部门的工作效率，同时他也提出了八个价值元素，即是：卓越文化、毅力及向上心、謙虛、互相融合、誠信、注重教育、完整性和精英管理。

## 沒落
自2015年一个马来西亚发展有限公司丑闻（1MDB）爆发后，「一个马来西亚」口号已臭名昭著。2018年马来西亚大选后，新任首相马哈迪·莫哈末於同年5月16日宣布不再執行，在政府部門和民間上逐漸廢用撤除，馬來問候語也被廢用。

## 计划
- 一个马来西亚发展有限公司
- 一个马来西亚基金 （AS1M）
- 一个马来西亚书券 （BB1M）

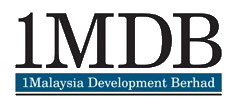
一个马来西亚发展有限公司

  - 马来西亚政府在2012年的财政预算案宣布拨款3亿2500万令吉作为一马书券，并从原有的200令吉，增加至现今的250令吉。
- 一个马来西亚驾照援助金 （BL1M）
- 一个马来西亚人民援助金 （BR1M）
- E爱心计划
- 提倡回校计划
- 一个马来西亚人民互动-补习计划 （i-TR1M）
- 一个马来西亚人民折扣卡 （KDR1M）
- 一个马来西亚大专生折扣卡 （KADS1M）
- 一个马来西亚人民鱼店 （KIR1M）
- 一个马来西亚人民布店 （KKR1M）
- 一个马来西亚人民商店 （KR1M）
- 一个马来西亚诊所 （K1M）
- 一个马来西亚流动诊所
- 一个马来西亚人民套餐
- 一个马来西亚房屋计划 （PR1MA）
- 一个马来西亚除贫计划 （1AZAM）
- 一个马来西亚人民福利计划 （KAR1SMA）
- 一个马来西亚牛奶计划 （PS1M）
- 杂货店转型计划 （TUKAR）
- 一个马来西亚低风险妇产中心 （PBBR1M）
- 一个马来西亚传呼中心 （1MOCC）
- 免费乐龄人士医疗计划
- 一个马来西亚人民信托基金 （SARA1M）
- 一个马来西亚食品安全计划 （SK1M）
- 一个马来西亚实习基金 （SL1M）
- 一个马来西亚人民德士计划 （TR1Ma）